# Будище (Курская область)
Будище — деревня в Большесолдатском районе Курской области. Входит в Саморядовский сельсовет.

## География
Деревня находится на реке Воробжа, в 74 километрах к юго-западу от Курска, в 14 километрах южнее районного центра — села Большое Солдатское, в 2 км от центра сельсовета – Саморядово.
Климат
Деревня, как и весь район, расположена в поясе умеренно континентального климата с тёплым летом и относительно тёплой зимой (Dfb в классификации Кёппена).

## Население
| 2002 | 2010 |
| ---- | ---- |
| 369  | ↘287 |

## Инфраструктура
Личное подсобное хозяйство с зоной сельскохозяйственного использования, индивидуальная застройка усадебного типа.
Основа экономики — сельское хозяйство.

## Транспорт
Будище находится в 11 км от автодороги регионального значения 38К-004 (Дьяконово — Суджа — граница с Украиной), на автодороге межмуниципального значения 38Н-082 (38К-004 — Будище), в 10 км от ближайшего ж/д остановочного пункта Конопельки (линия Льгов I — Подкосылев).